# Вязмитиновы
Вязмитиновы — русские графский и дворянский роды.
Предок их, польский дворянин Авраам Вишоватый, герба Рох второй, был подкоморием Брянской земли в конце XV века. Правнук его Венедикт Станиславович Витоваго в Смутное время поселился близ Вязьмы, был отвезён пленником в Россию и получил фамилию Вязмитинов. Его внук Василий Федосеевич отличился в войну с Польшей (1654—56) и был переводчиком при русских послах за границею.
Праправнук его — граф Вязмитинов, Сергей Кузьмич — не оставил потомства. Род графов Вязмитиновых пресекся со смертью его жены, статс-дамы Александры Николаевны в 1848 г. Дворянский нетитулованный род Вязмитиновых продолжался в лице потомков брата его, Ивана Козьмича. Этот род внесён в VI часть родословной книги Могилевской и в III ч. родословной книги Курской губернии (Гербовник, VI, 79 и X, 6).
- Вязмитинов, Василий Ефимович (1874—1929) — русский генерал, георгиевский кавалер.

Другой род Вязмитиновых принадлежит к новому дворянству и внесён во II часть родословной книги Нижегородской губ.

## Описание герба
Щит разделён наподобие Андреевского креста, посредине оного находится древний герб дворянского рода Вязмитиновых, то есть: в маленьком серебряном щитке, покрытом дворянскою короною, означены четыре реки, одна другой менее и на верхней лилия золотая.
В верхней части в золотом поле изображён Всероссийский чёрный двуглавый орёл, с распростёртыми крыльями и тремя над главами коронами, имеющий на груди в голубом щитке вензелевое имя блаженный памяти ГОСУДАРЯ ИМПЕРАТОРА АЛЕКСАНДРА 1-го, а в лапах скипетр и державу. В боковых частях в правой в красном поле С.-Петербургской губернии герб, то есть: крестообразно означены два серебряные якоря, рукоятками обращённые вниз и на них золотой скипетр. В левой в голубом поле из облаков выходящая рука, держащая поднятый меч. В нижней части, в серебряном поле в облаках изображён золотой крест, а под оным крестообразно положены шпага и лавровая ветвь.
Щит покрыт Графскою короною, на поверхности которой пять шлемов, увенчанные средний Графскою, а прочие дворянскими коронами; из них на средней находится орёл, в гербе означенный, на крайних двух по одному льву с поднятым мечом, а на последних, имеющих страусовые перья, с правой стороны крестообразно положены два якоря со скипетром, а с левой лилия, означенные в гербе. Намёт на щите золотой, подложенный голубым и красным. Щит держат два льва. Под щитом девиз: «Путём ПРАВДЫ И УСЕРДИЯ».
Герб графа Вязмитинова внесён в Часть 10 Общего гербовника дворянских родов Всероссийской империи, стр. 6. Герб рода Вязмитиновых внесён в Часть 6 Общего гербовника дворянских родов Всероссийской империи, стр. 79.